# Cinara taedae
Cinara taedae är en insektsart som beskrevs av Tissot 1932. Cinara taedae ingår i släktet Cinara och familjen långrörsbladlöss. Inga underarter finns listade i Catalogue of Life.